# Fokker F26
Il Fokker F26 "Phantom" fu un aereo di linea bimotore a getto sviluppato dall'azienda aeronautica olandese Fokker negli anni quaranta e rimasto solamente alla fase progettuale.
Innovativo nell'impostazione e di costruzione interamente metallica, introduceva numerose soluzioni tecniche allora all'avanguardia come la propulsione con una coppia di motori aeronautici turbogetto o la pressurizzazione della cabina di pilotaggio e della sezione passeggeri, tuttavia si rivelò un progetto troppo ardito e, seppur presentato con successo al Salone internazionale dell'aeronautica di Parigi-Le Bourget del 1946, non riuscì a concretizzare alcun ordine, di conseguenza il suo sviluppo fu abbandonato.

## Storia del progetto
Prima della seconda guerra mondiale la ditta Fokker era una delle principali case costruttrici di aerei di linea. Dopo il conflitto l'azienda iniziò la ricostruzione delle proprie fabbriche, distrutte dai bombardamenti, e tentò di riconquistare il mercato dell'aviazione proponendo, nel 1946, un nuovo modello di aereo civile.
Il progetto, chiamato Fokker F26 e realizzato dalla collaborazione tra la Fokker, la KLM e l'Istituto Nazionale Olandese per Sviluppo dei Velivoli (il Nationaal Instituut voor Vliegtuigontwikkeling), venne presentato ufficialmente al Salone internazionale dell'aeronautica di Parigi-Le Bourget del 1946, suscitando subito notevole interesse.
Un ulteriore sviluppo del Fokker F26 è stato impedito dalla KLM, sostenendo che la progettazione, la vendita e la produzione di un nuovo aereo di linea sarebbero stati un progetto troppo ambizioso per la sola Fokker. Ciò ha spinto la Fokker a collaborare con la ditta britannica De Havilland.

## Tecnica
Il Fokker F26, interamente in metallo, aveva una fusoliera pressurizzata dotata di 17 posti, carrelli completamente retrattili e due motori a propulsione Rolls-Royce. La disposizione dei posti nella cabina passeggeri aveva due sedili sulla fiancata destra e una singola fila sulla fiancata sinistra. La coda ospitava i bagni e la zona bagagli.